# Tibouchina brittoniana
Tibouchina brittoniana är en tvåhjärtbladig växtart som beskrevs av Célestin Alfred Cogniaux och Henry Hurd Rusby. Tibouchina brittoniana ingår i släktet Tibouchina och familjen Melastomataceae. Inga underarter finns listade i Catalogue of Life.